# 국민개조동맹당
국민개조동맹당(포르투갈어: Aliança Renovadora Nacional), 약칭 아레나(포르투갈어: ARENA)는 군사정권 시대 브라질의 극우 집권당이었다. 그러나 국민개조동맹당은 정당으로써 기능하는 것이 아니었다. 국민개조동맹당은 1966년 미국의 지원을 받는 군사정권의 우당으로 설치되어 공산당을 비롯한 군사정권의 정치적 반대파에 대한 극렬한 탄압을 지휘하고 감독하는 역할을 했다. 국민개조동맹당은 1930년대에 존재한 극우 정당인 브라질 통합주의 행동의 후신이었으며, 브라질 통합주의 행동의 잔당들의 간부로 지명되었다. 이 시기 국민개조동맹당을 제외한 정당들은 금지되어 극렬한 탄압을 받았으며, 모든 언론이 폐간되었다. 1967년 국민개조동맹당은 유일 합법 정당으로 선포되었다. 1979년 군사정권은 독재권력 강화를 위해 국민개조동맹을 해체하고, 민주사회당을 설치했다. 민주사회당은 1985년 군사정권이 붕괴한 이후 몰락하였고 1993년에 해체되었다.